# Giuseppe Garibaldi (1901)
El Giuseppe Garibaldi fue un crucero acorazado de la Regia Marina, que formaba parte de la  Clase Giuseppe Garibaldi, clase que resultó ser una de las más exitosas de todos los tiempos, en la construcción de buques en Italia, ya que se vendieron 7 de los 10 buques de su clase construidos a varias armadas extranjeras.

## Construcción

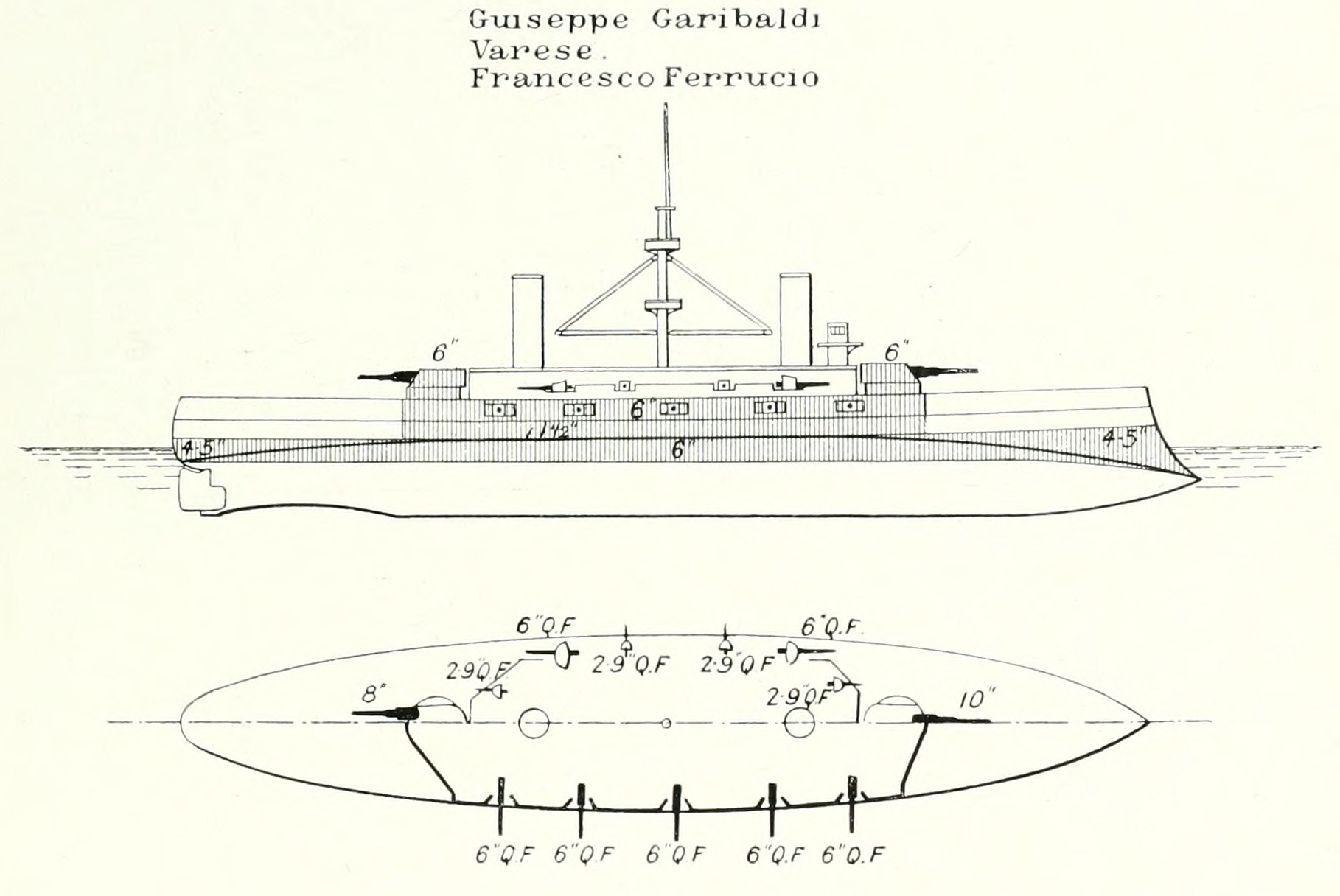
Perfil y planta del crucero acorazado italiano Giuseppe Garibaldi.

Construido en los astilleros de Ansaldo di Sestri Ponente de Génova (Italia), fue botado el 28 de junio de 1899 y entró en servicio en 1901.
El Garibaldi recibió su bandera de combate en Génova, el 23 de febrero de 1902. Esta bandera, donada por una agrupación ciudadana de mujeres genovesas y bendecida en ceremonia religiosa y militar, estaba confeccionada en seda, cosida a mano, y se conservaba a bordo en un cofre de madera de ébano decorado, en forma de urna.

## Historia operacional
Durante la Guerra Italo-Turca, fue el buque insignia del Almirante Paolo Emilio Thaon di Revel, operando eficazmente en aguas de Libia, del Mar Egeo y del Mediterráneo Oriental.
El 24 de febrero de 1912, en una acción conjunta con su gemelo Francesco Ferruccio, hundió el cañonero turco Avnillah, a lo largo de Beirut. 
El 18 de abril del mismo año, los tres cruceros de la clase forzaron el paso del Estrecho de los Dardanelos.

### Primera Guerra Mundial
En el curso de la Primera Guerra Mundial, el crucero Giuseppe Garibaldi fue hundido, el 18 de julio de 1915, por el submarino austriaco U.4, cerca de la costa  dálmata, mientras estaba empeñado en el bombardeo de la línea férrea Ragusa-Cattaro.

## Curiosidades
La bandera de proa del crucero está conservada en una ermita junto al Sacrario delle Bandiere del Vittoriano en Roma.
En agosto de 2009, submarinistas encontraron los restos del Giuseppe Garibaldi junto a la costa de Dalmacia.

### Nombre
El crucero acorazado Giuseppe Garibaldi fue la segunda unidad de la Regia Marina en llevar el nombre del militar y político italiano Giuseppe Garibaldi.
El anterior buque de igual nombre fue una fragata, botada en 1860 con el nombre de Borbona, que provenía de la Real Marina del Reino de las Dos Sicilias y fue incorporada a la Regia Marina en 1861 y rebautizada Garibaldi. Convertida primero en corbeta en 1878, y después en buque hospital en 1890, pasando a llamarse Saati, para dejar libre el nombre para el crucero acorazado en construcción.
Dada de baja en 1894 y desguazada en 1899.
Sucesivamente, en la historia de la Regia Marina y de la Marina Militare, otros buques han portado el nombre de Giuseppe Garibaldi:
- Giuseppe Garibaldi – Crucero ligero Clase Condottieri subtipo Clase Duca degli Abruzzi Botado en 1936; desarmado en 1953, en 1957 se le inicia una reconstrucción para convertirlo en crucero lanzamisiles.

- Giuseppe Garibaldi – Crucero lanzamisiles obtenido de la reconstrucción de la unidad precedente. Tras la reconstrucción, iniciada en 1957 y terminada en 1961, recibió el rol de portabandera de la flota hasta 1971, año en que es definitivamente desarmado y sustituido en el rol de nave almirante poe el Crucero lanzamisiles portahelicópteros Vittorio Veneto.

- Giuseppe Garibaldi – Crucero portaaeronaves que entró en servicio en 1985 y es, actualmente, la nave almirante de la Marina Militare y, teóricamente, deberá permanecer en activo hasta 2018.